# Dans les bois éternels
 (juin 2023).
Si vous disposez d'ouvrages ou d'articles de référence ou si vous connaissez des sites web de qualité traitant du thème abordé ici, merci de compléter l'article en donnant les références utiles à sa vérifiabilité et en les liant à la section « Notes et références ».
Dans les bois éternels est un roman policier de Fred Vargas paru en 2006 aux éditions Viviane Hamy. Il s'agit du cinquième roman consacré à Jean-Baptiste Adamsberg.

## Résumé
Un double meurtre à Paris conduit Adamsberg entre la Normandie, truculente et rustique, et le Béarn, terre d'origine du commissaire : une occasion de mieux connaître une des faces cachées d'Adamsberg, d'autant plus que l'assassin semble s'introduire dans sa vie, peut-être même dans sa maison.
Mais de quels fantômes le passé d'Adamsberg est-il peuplé ? Et que signifie la présence furtive de ces visiteurs ?
L'enquête se poursuit, sous la direction comme toujours improbable mais efficace du commissaire, sur les traces de reliques ésotériques et d'un breuvage d'immortalité tandis que se profile ce qui ressemble fort à un dédoublement de la personnalité.

## Éditions

### Édition originale
- Fred Vargas, Dans les bois éternels, Paris, éd. Viviane Hamy, coll. « Chemins nocturnes », 3 mai 2006, 442 p., 20 cm (ISBN 2-87858-233-0, BNF 40154846)

### Édition en gros caractères
- Fred Vargas, Dans les bois éternels, Versailles, éd. Feryane, coll. « Policier », 31 août 2006, 535 p., 25 cm (ISBN 2-84011-742-8, BNF 40236192)

### Édition au format de poche
- Fred Vargas, Dans les bois éternels, Paris, éd. J'ai lu, coll. « J'ai lu. Policier » (no 9004), 6 mai 2009, 477 p., 18 cm (ISBN 978-2-290-01773-9, BNF 41451819)

### Livre audio
- Fred Vargas, Dans les bois éternels, Paris, éd. Audiolib, 12 juin 2013 (ISBN 978-2-35641-560-8, BNF 43604295)Texte intégral ; narrateur : Thierry Janssen ; support : 2 disques compacts audio MP3 ; durée : 12 h 26 min environ ; référence éditeur : Audiolib 25 0653 3.